# William Edward Forster

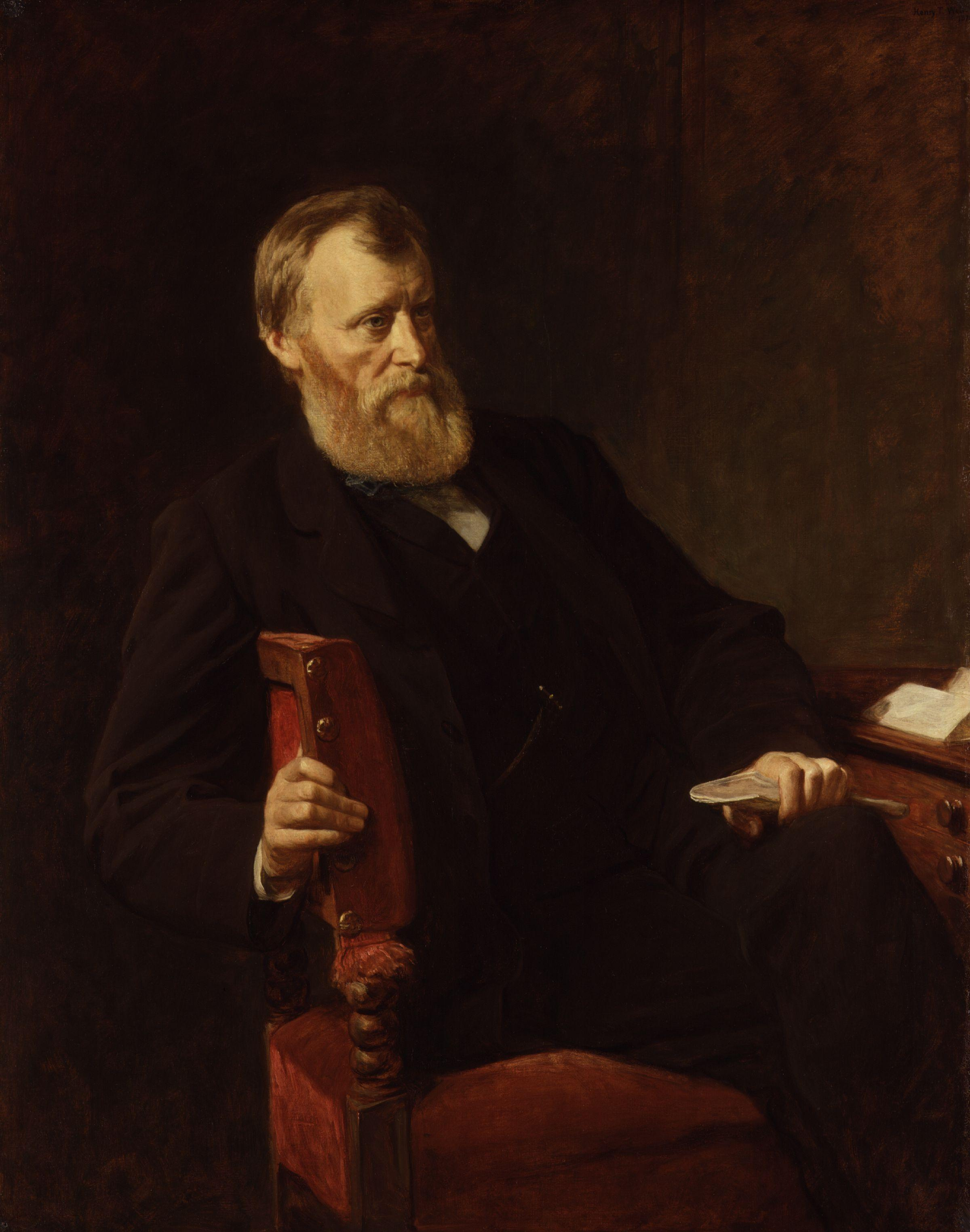
William Edward Forster (Gemälde von Henry Tanworth Wells)

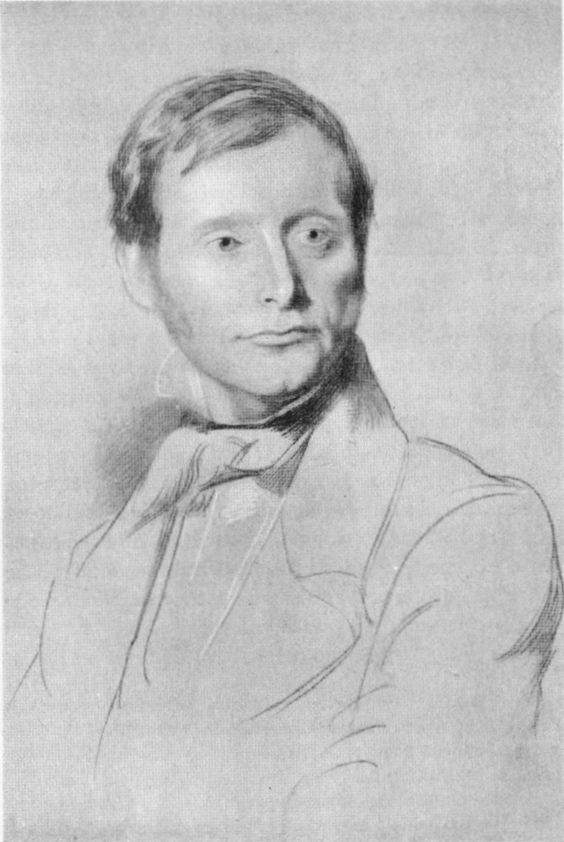
William Edward Forster

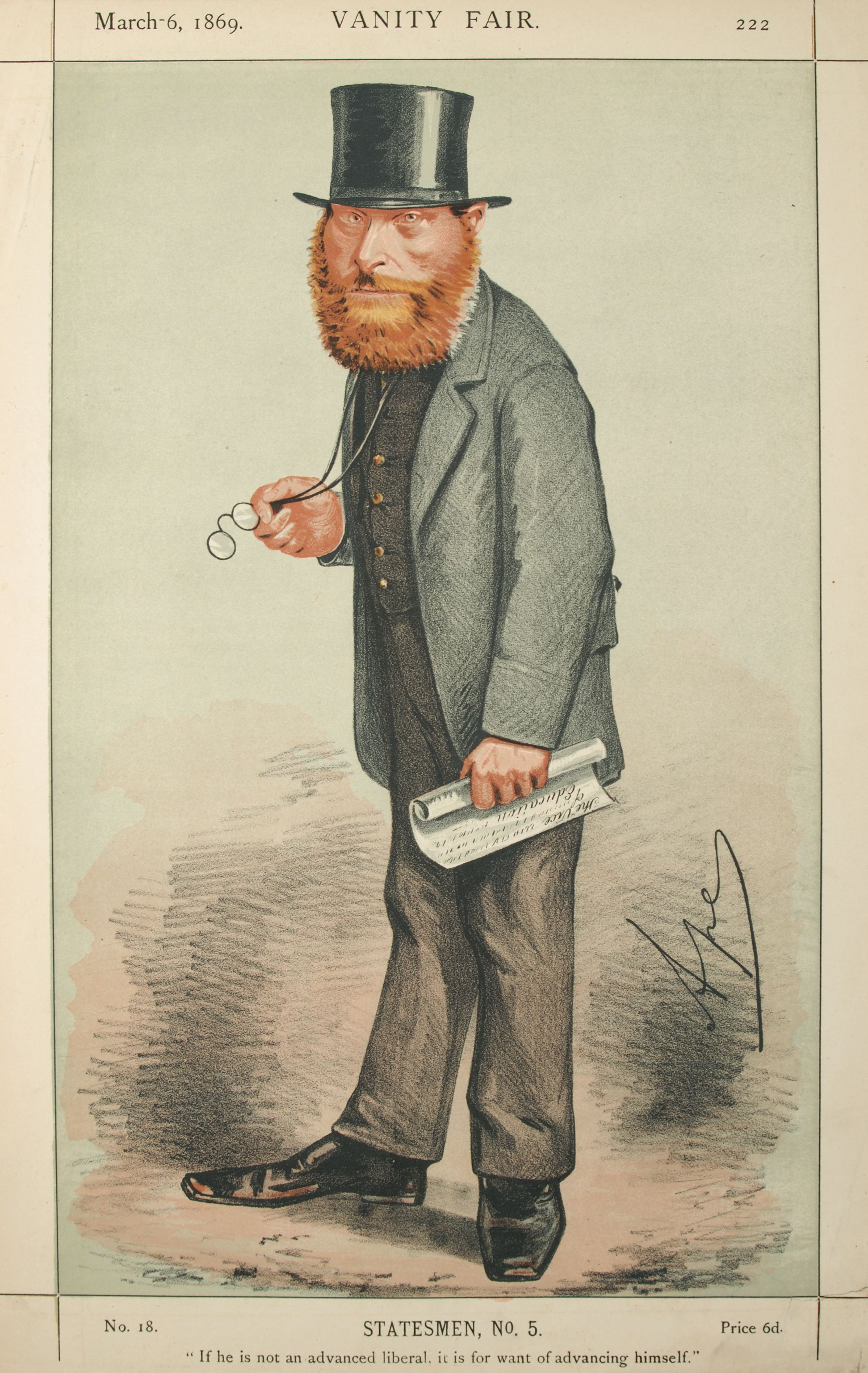
William Edward Forster (Karikatur von „Ape“ (Carlo Pellegrini) in Vanity Fair, 6. März 1869).

William Edward Forster, PC, FRS (* 11. Juli 1818 in Bradpole, Dorset; † 5. April 1886) war ein britischer Politiker der Liberal Party, der unter anderem zwischen 1861 und seinem Tode 1886 Mitglied des Unterhauses (House of Commons) war. Als Vice-President of the Committee of the Council on Education war er zwischen 1868 und 1874 Bildungsminister und später von 1880 bis 1882 Chefsekretär für Irland (Chief Secretary for Ireland).

## Leben

### Quäker, Unterhausabgeordneter und Bildungsminister
William Edward Forster stammte aus einer Quäkerfamilie und war der einzige Sohn des Philanthropen William Forster (1784–1854). Nach dem Schulbesuch nahm er eine Tätigkeit in der Baumwollindustrie auf. Zu Beginn der großen Hungersnot in Irland 1845 besuchte er die notleidenden Bezirke als Almosenier eines Quäker-Hilfsfonds. Bei einer Nachwahl wurde er am 11. Februar 1861 für die Liberal Party im Wahlkreis Bradford erstmals Mitglied des Unterhauses (House of Commons) gewählt und vertrat diesen Wahlkreis nach seinen Wiederwahlen 1865, 1868, 1874 und 1880 bis zu dessen Auflösung am 24. November 1885. Im zweiten Kabinett Russell übernahm er sein erstes Regierungsamt und fungierte zwischen dem 29. Oktober 1865 und dem 26. Juni 1866 als Parlamentarischer Unterstaatssekretär im Kolonialministerium (Parliamentary Under-Secretary of State for the Colonies). Im ersten Kabinett Gladstone war er vom 9. Dezember 1868 bis zum 20. Februar 1874 Vice-President of the Committee of the Council on Education und als solcher Bildungsminister. Während seiner Amtszeit wurde er 9. Dezember 1868 Mitglied des Privy Council, des Geheimen Kronrates.
1868 bildete das Britische Parlament unter der Leitung von Bernhard Samuelson eine Kommission, die untersuchen sollte, ob sich die Royal School of Mines in eine technische Schule umzuwandeln lässt. Im Juli 1869 drängte Samuelson darauf zu prüfen, ob die Royal School of Mines, das Royal College of Chemistry und die Royal School of Naval Architecture an einem gemeinsamen Standort zusammengelegt werden könnten, und verwies auf die in „Albertopolis“ (South Kensington) entstehenden neuen Gebäude. Infolge der Berichte Samuelsons wurde unter Forster die Kommission Scientific Instruction and Advancement of Science eingesetzt, die von William Cavendish, 7. Herzog von Devonshire geleitet wurde und der auch Thomas Henry Huxley angehörte. Im ersten ihre acht Berichte empfahl die Kommission im März 1871 den Zusammenschluss der drei staatlichen wissenschaftlichen Ausbildungsstätten und den Umzug in ein Gebäude in der Exhibition Road. Am 6. Juli 1870 erfolgte seine formelle Berufung zum Kabinettsmitglied. Knapp einen Monat später wurde am 9. August 1870 das Elementary Education Act 1870 verabschiedet. Dieses allgemein als Forster’s Education Act bekannte Gesetz legte den Rahmen für die Schulbildung aller Kinder zwischen 5 und 12 Jahren in England und Wales fest und wurde durch eine Kommission umgesetzt, der unter anderem Frederick Temple angehörte.

### Chefsekretär für Irland
Am 30. April 1880 wurde Forster, der auch Fellow der Royal Society (FRS) war, als Chefsekretär für Irland (Chief Secretary for Ireland) in das zweite Kabinett Gladstone berufen. Er wurde unaufhörlich im Parlament von den irischen Abgeordneten angegriffen, und sein Leben wurde für seine Zwangsmaßnahmen in Irland von den Irish National Invincibles, eine radikale Splittergruppe der Irish Republican Brotherhood, durch Anschläge bedroht. Als starker Gegner der Home Rule war er ein strenger Kritiker von Charles Stewart Parnell und entschlossen, Recht und Ordnung wieder herzustellen. Daraufhin ließ er Parnell und andere irische Führer verhaften. Als eine Mehrheit des Kabinetts beschloss, die „Verdächtigen“ freizulassen, traten Forster und Francis Cowper, 7. Earl Cowper, der Lord Lieutenant of Ireland, am 4. Mai 1882 zurück. Bei der Wahl vom 24. November 1885 wurde er im neu geschaffenen Wahlkreis Bradford Central wieder zum Mitglied des Unterhauses gewählt, dem er bis zu seinem Tode am 5. April 1886 angehörte.
Am 15. August 1850 heiratete er Jane Martha Arnold (1821–1899), die älteste Tochter des Pädagogen und Theologen Thomas Arnold (1795–1842), der zwischen 1828 und 1841 Rektor der renommierten Rugby School war. Nach dem Tode seines Schwagers William Delafield Arnold (1828–1859) adoptierten er und seine Frau dessen vier Kinder, da auch deren Mutter Frances Ann Hodgson (1824–1858) bereits verstorben war.

## Hintergrundliteratur
- Thomas Wemyss Reid: Life of the Right Honourable William Edward Forster, 2 Bände, 4. Auflage, 1888
- Ellis Yarnall: Wordsworth and the Coleridges, with other memories, literary and political, 1899
- D. Roland: The struggle for the Elementary Education Act and its implementation, 1870–73, Thesis (B.Litt.), University of Oxford, 1957
- D. G. Wright: Politics and opinion in nineteenth century Bradford, 1832–1880, Dissertation (Ph.D.), University of Leeds, 1966
- M. R. Temmel: W. E. Forster and liberal politics, 1847–1875, Dissertation (Ph.D.), University of Maryland, 1974
- A. Warren: Forster, the liberals and new directions in Irish policy, 1880–1882, in: Parliamentary History, Jahrgang 6, 1987, S. 95–126
- T. W. Moody u. a. (Herausgeber): Florence Arnold-Forster's Irish journal, 1988
- Margaret O’Callaghan: British high politics and a nationalist Ireland. Criminality, land, and the law under Forster and Balfour, 1994
- Patrick Jackson: Education Act Forster. A political biography of W. E. Forster, 1818–1886, 1997
- Chambers Biographical Dictionary, Edinburgh 2002, ISBN 0-550-10051-2, S. 543 f.
- Bruce P. Lenman, Trevor Anderson (Hrsg.): Chambers Dictionary of World History, Chambers Harrap, Edinburgh 2002, ISBN 0-550-13000-4, S. 294